# 供認
供認，又称坦白，是指在刑事證據法律中，犯罪嫌疑人做出對自己不利的陳述。包括《布萊克法律詞典》等次要機構則為供認做出較狹隘的界定，例如「承認或交代所有確定罪行為完整事實的聲明」，這當中不同於僅僅承認某些事實，以讓自己不會滿足犯罪構成要件。民事案件中類似的概念為不利於己之陳述。